# Hermocòpides

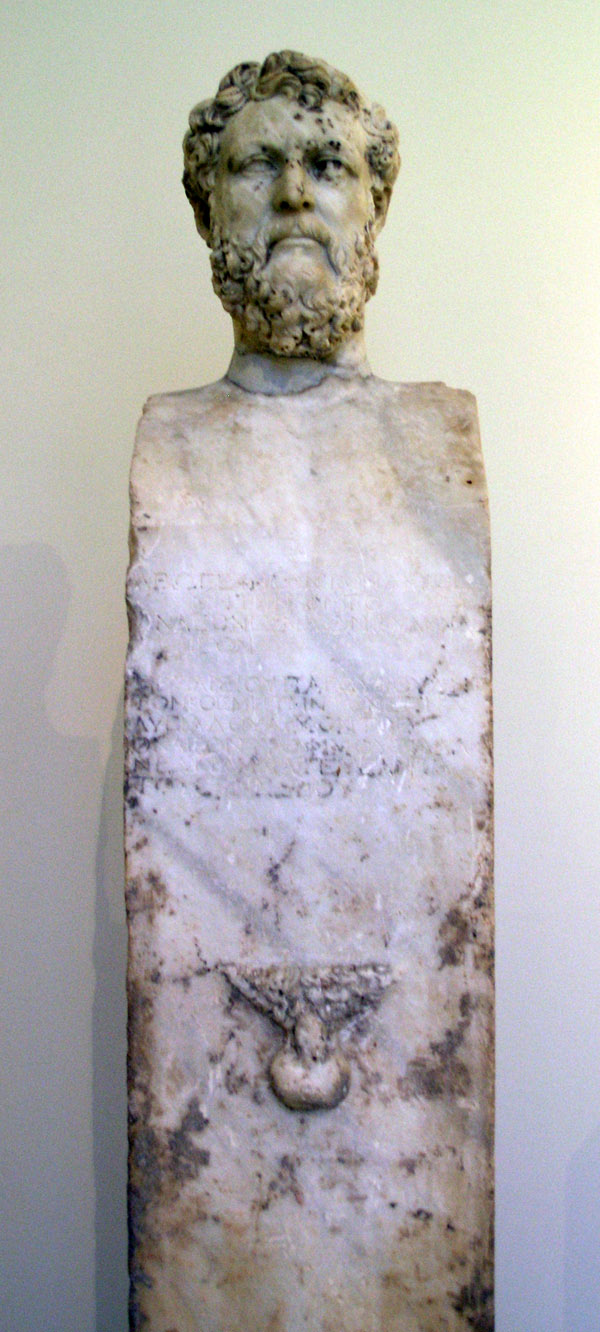
Exemple d'estela hermaica, portant el retrat honorífic d'un Kosmet, Onas, de l'època d'Hadrià, Museu Arqueològic Nacional d'Atenes.

El cas dels hermocòpides va ser un escàndol religiós que va sacsejar Atenes el 415 aC, en plena guerra del Peloponès. La paraula «hermocòpida» (en grec ἑρμοκοπίδης, hermokopídês, del verb κόπτω, kóptô, «colpejar, enderrocar colpejant») significa «mutilador d'Hermes». És utilitzada també per Plutarc en el seu Vida d'Alcibíades més que per Aristòfanes en Lisístrata (v. 1094), com al·lusió còmica.

## Els fets
Poc abans de la lleva de la flota atenesa que partia cap a Sicília, a principis del mes de Targelió (equivalent a maig-juny), sota el comandament d'Alcibíades, es va descobrir que tots els hermai de la ciutat havien estat mutilats, excepte un, el de la tribu Egeida. Els hermai eren representacions tosques del déu Hermes, sovint amb la forma d'un bust sobre un bloc quadrangular. La seva funció era santificar i marcar els límits: llindars, cruïlles, etc. Tucídides informa que els hermai que van ser trobats «van patir en la seva majoria una mutilació a la cara en el curs d'una sola nit (grec: περιεκόπησαν τὰ πρόσωπα)»(VI, 27, 1). La naturalesa de la mutilació roman subjecta a debat: el nom emprat, grec πρόσωπον prósopon, designa la cara, però els hermai estaven adornats d'un fal·lus erecte, en alt relleu, constituint un blanc fàcil per al vandalisme.
Alguns historiadors, com Jean Hatzfeld, Jacqueline de Romilly o Eva C. Keuls, estimen que es tracta d'una manera púdica de designar el fal·lus. Es recolzen sobretot en un passatge de Lisístrata, una comèdia d'Aristòfanes: quan el cor entra, dotat d'una formidable erecció, és apostrofat pel corifeu que observa: «anem, reprenen; torneu a posar-vos vostres mantells. Hauria de ser un mutilador dels Hermes.» Fins i tot en un fragment d'una comèdia perduda de Frínic, un dels seus personatges dirigint-se a Hermes declara:« Molt estimat Hermes, no caiguis també: et castraries, atraient així l'escàndol» (fgt. 58).
D'altres, com Edmond Lévy, subratllen que el verb περικόπτω, perikóptô no designaria una «castració», i conclouen que es tracta d'un bell i bon rostre. De fet, les excavacions han permès treure a la llum hermai que tenen el nas trencat i el sexe trencat, i un escoli del passatge de Tucídides té en compte les mutilacions en aquests dos llocs.

## La recerca
Corint, metròpoli de Siracusa, és primer sospitosa, després descartada. El caràcter metòdic de la profanació elimina la hipòtesi d'un grup de joves ebris. La tesi del complot s'imposa ràpidament, sense que se sàpiguen els motius, el que llança a la ciutat al pànic. Es tem que la democràcia sigui enderrocada en favor d'una tirania semblant a la dels Pisistràtides.
Els magistrats ofereixen llavors una forta prima (100 mines) per a encoratjar la denúncia. Segons Tucídides (VI, 27, 2), es decreta que «qualsevol que [tingui] CONEIXEMENT de qualsevol altre sacrilegi [ha] de denunciar-ho, sense témer per la seva persona, ja [sigui] ciutadà, estranger o esclau».

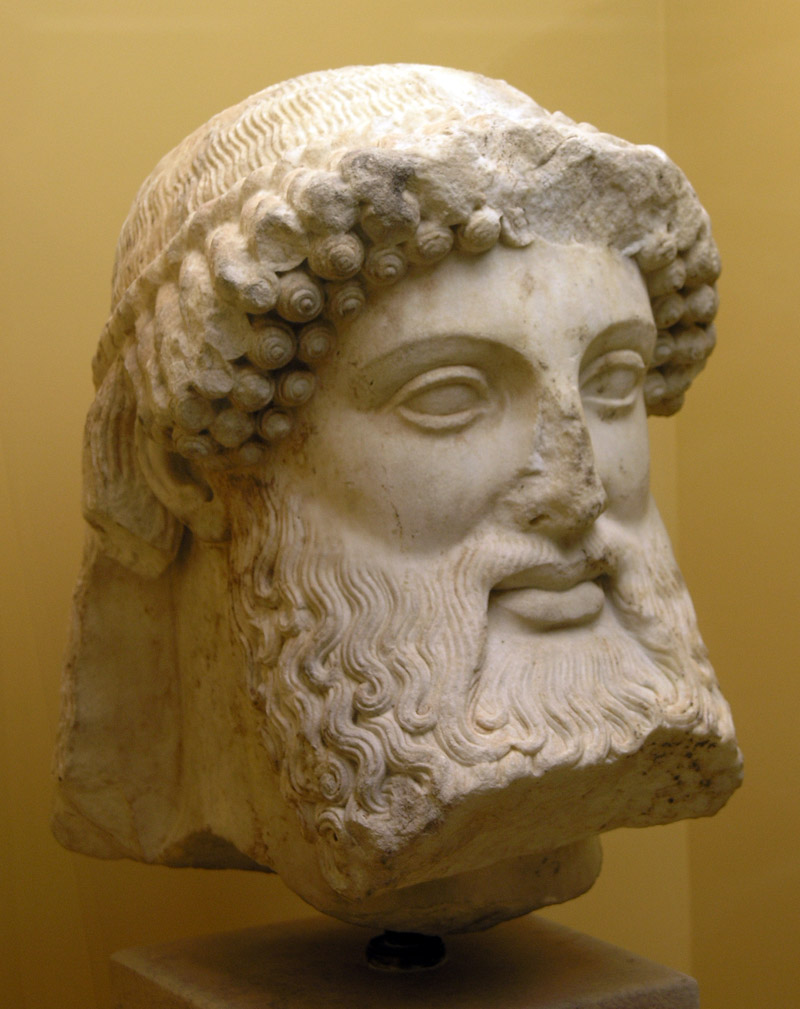
Cap d'Hermes procedent d'una estela hermaica, museu de l'Àgora d'Atenes.

És en aquesta ocasió, quan un esclau denúncia una paròdia dels misteris d'Eleusis, en la qual hauria participat Alcibíades. A aquest, que no havia estat mai barrejat en l'escàndol dels hermocòpides, els seus enemics li lliguen hàbilment als dos casos, i les denúncies plouen. Un metec anomenat Teucro denúncia en total a 18 persones com hermocòpides, i 11 persones per a la paròdia dels Misteris. Un tal Diòclides informa que ha vist una aglomeració d'unes 300 persones, repartides en petits grups, i d'haver reconegut a 42, entre ells alguns dels ciudadadans més importants d'Atenes. Es decreta l'estat d'alerta, els individus preocupats fugen mentre que el poble pren les armes i arresta els que no han pogut escapolir-se.
Finalment, l'acusació de Diòclides és desmuntada. Plutarc l'informa així:
| «                                    | No hi havia res segur ni sòlid en les declaracions dels denunciants. Un d'ells, a qui se li havia preguntat com havia reconegut els rostres dels hermocòpides, va respondre que va ser gràcies al clar de lluna. Era absolutament fals, ja que el delicte havia tingut lloc amb lluna nova. | » |
| — Plutarc, Vida de Alcibíades, 20, 8 | |   |

Un nou cop d'efecte va tenir lloc llavors: entre els individus arrestats figuren Leógoras i el seu fill Andòcides, el futur orador. Per salvar el seu cap, denúncia al seu heteria (grup institucionalitzat d'amics), acusació que coincideix amb la de Teucro. El cas dels hermocòpides conclou així: dels culpables, tots han pogut fugir; Andòcides, tot i la promesa d'impunitat, és exiliat acord amb la llei d'impietat. Tucídides, però, guarda dubtes sobre aquest fet.
Fins ara, cap solució definitiva ha estat aportada al cas. La majoria dels historiadors ho veuen com una part de la població atenesa, oposada a la expedició a Sicília. Per a la historiadora americana Eva C. Keuls, els responsables són més aviat les dones ateneses. Segons aquesta controvertida hipòtesi, elles haurien aprofitat la llibertat relativa conferida per la celebració de les Adonies i s'haurien inspirat en els rituals dionisíacs lligats a la castració per protestar contra el masclisme regnant a Atenes.